# Pod în consolă
Un pod în consolă este un pod construit folosind structuri care se proiectează orizontal în spațiu, susținute doar la un capăt (numite console). Pentru pasarelele de mici dimensiuni, consolele pot fi grinzi simple; cu toate acestea, podurile în consolă de mari dimensiuni concepute pentru a prelua traficul rutier sau feroviar utilizează ferme construite din oțel structural⁠(d) sau grinzi casetate⁠(d) construite din beton precomprimat.
Podul în consolă cu grinzi de oțel a reprezentat o descoperire inginerească majoră atunci când a fost pus în practică pentru prima dată, deoarece poate acoperi distanțe de peste 450 m și poate fi construit mai ușor la intersecții dificile în virtutea faptului că utilizează puține sau deloc eșafodaj⁠(d).

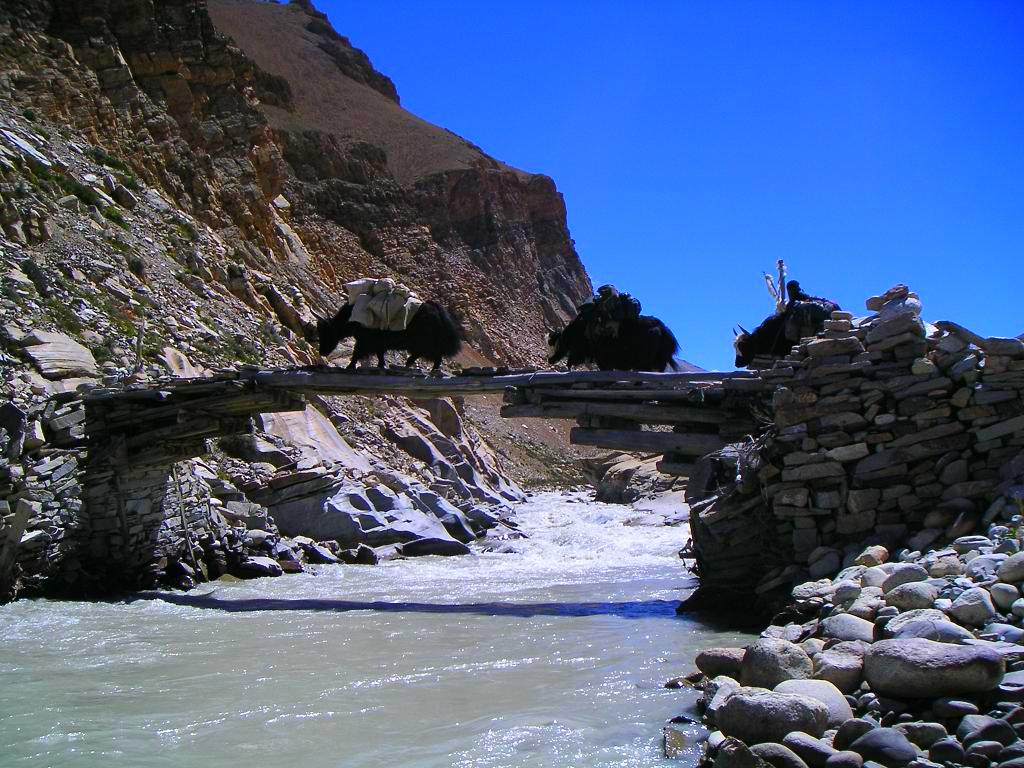
Stilul original de pod în consolă

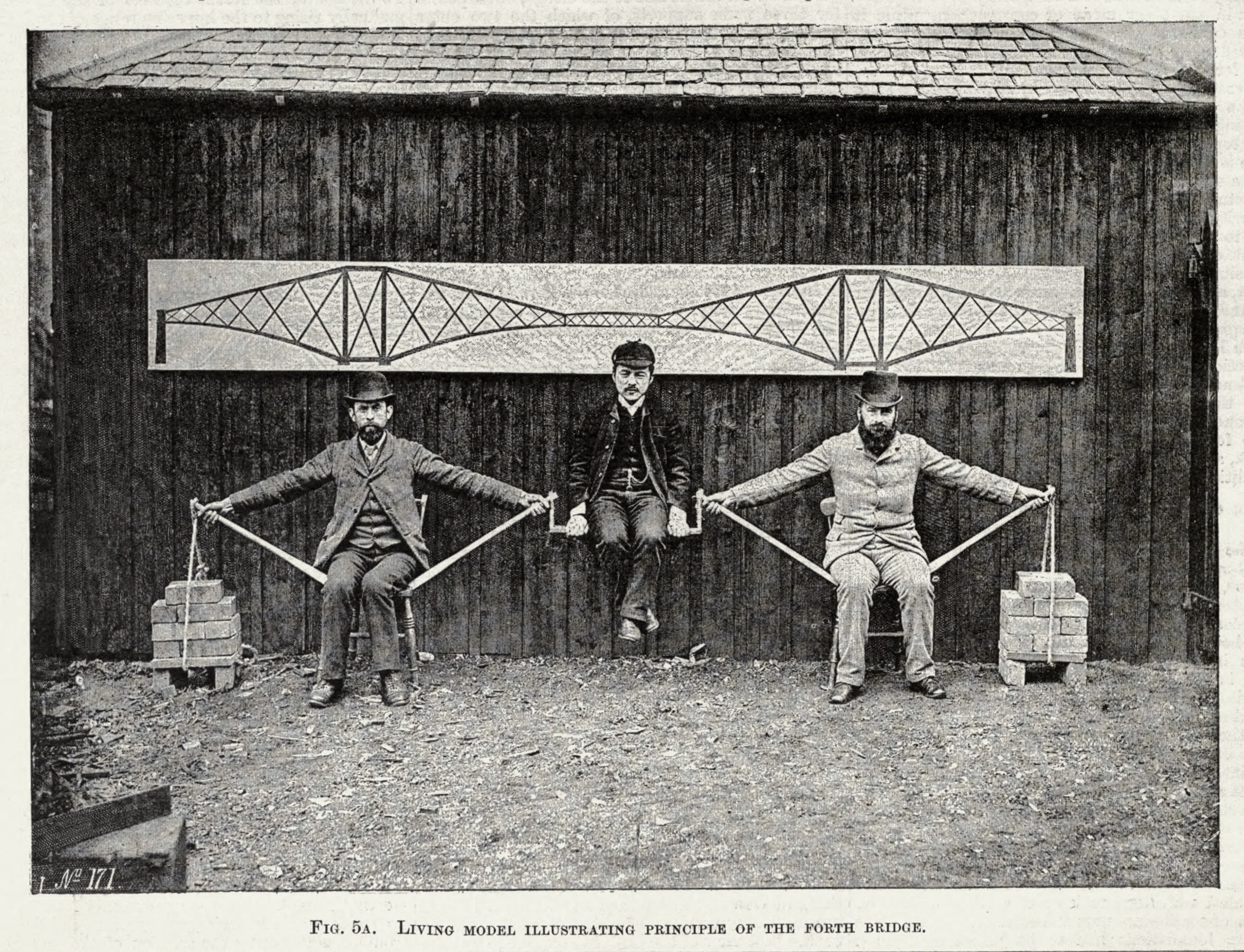
Principiile structurale ale podului în consolă cu deschidere suspendată

O diagramă a părților

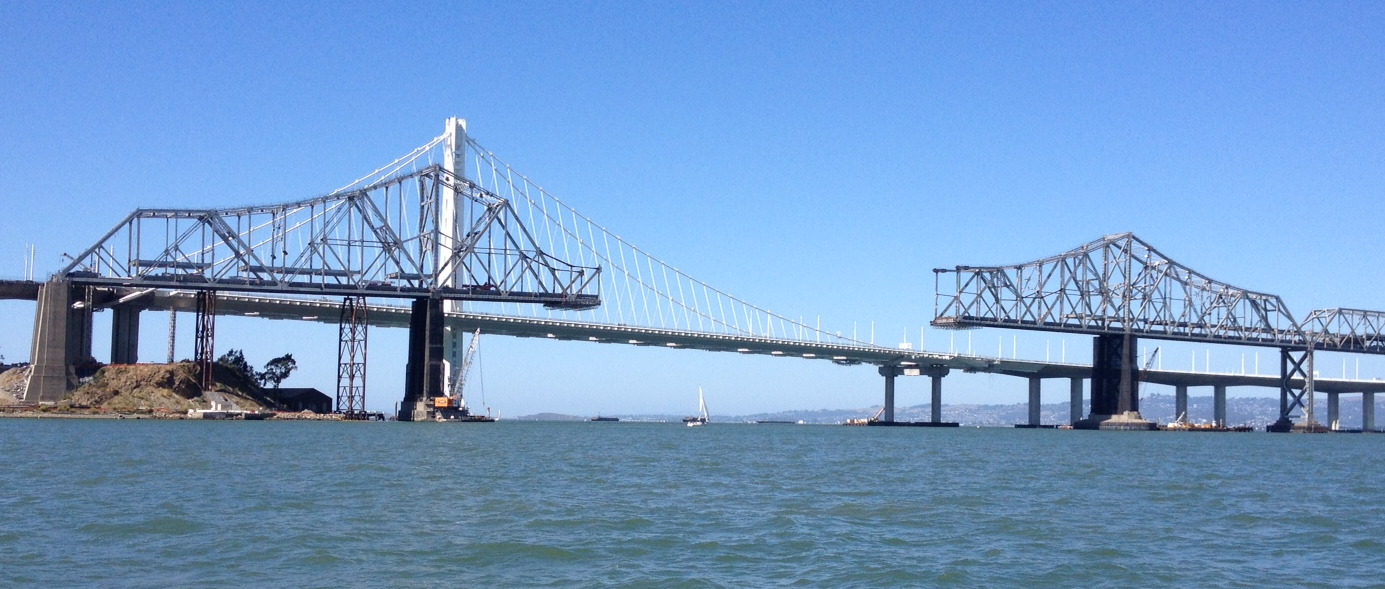
Vechea deschidere de est a, fotografiată în august 2014, este deconstruită într-o ordine aproape inversă celei de construcție. Suporturi temporare similare au fost folosite sub fiecare braț de ancorare în timpul construcției podului.

## Exemple

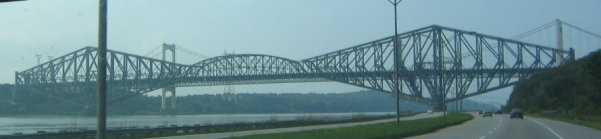
Podul Quebec are structura generală descrisă mai sus.
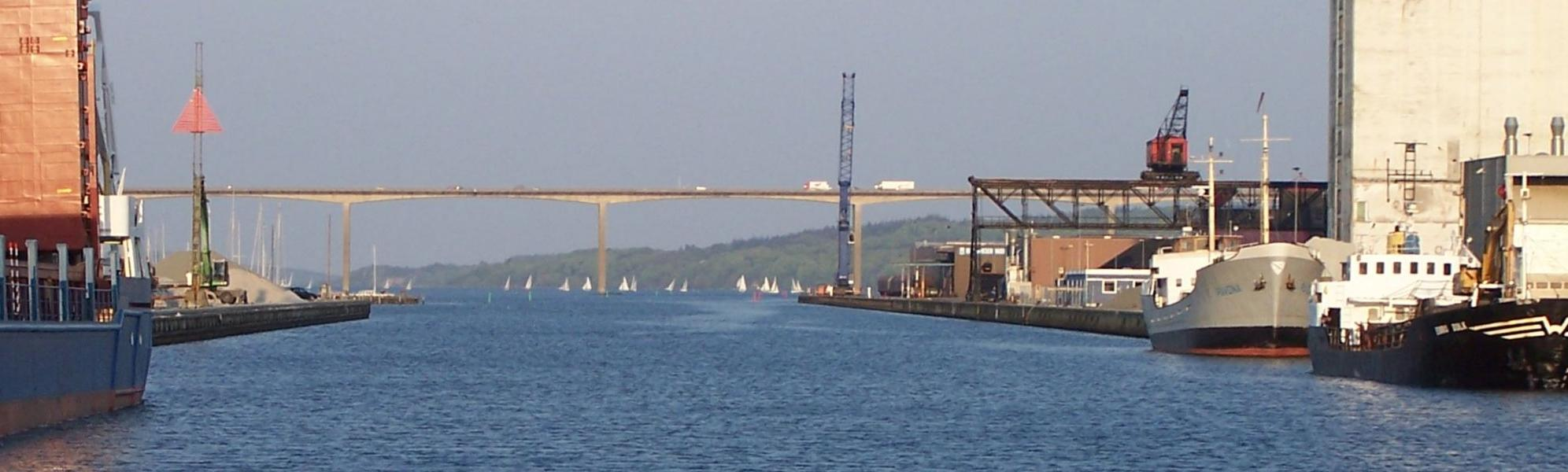
Podul Vejle Fjord⁠(d) este un pod de beton construit folosind metoda în consolă echilibrată.
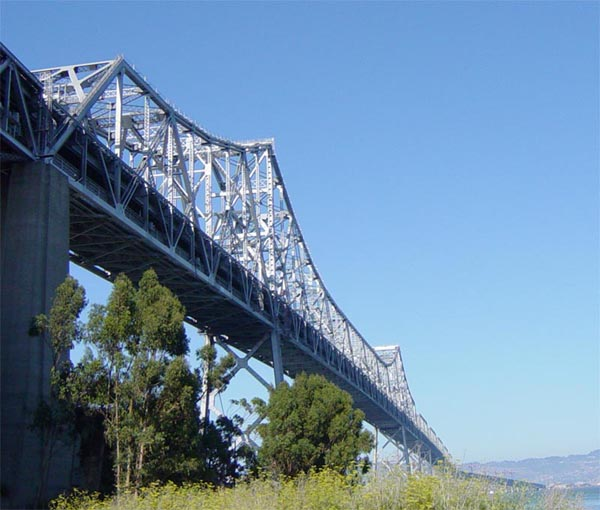
Fosta deschidere de est a podului San Francisco-Oakland Bay⁠(d)
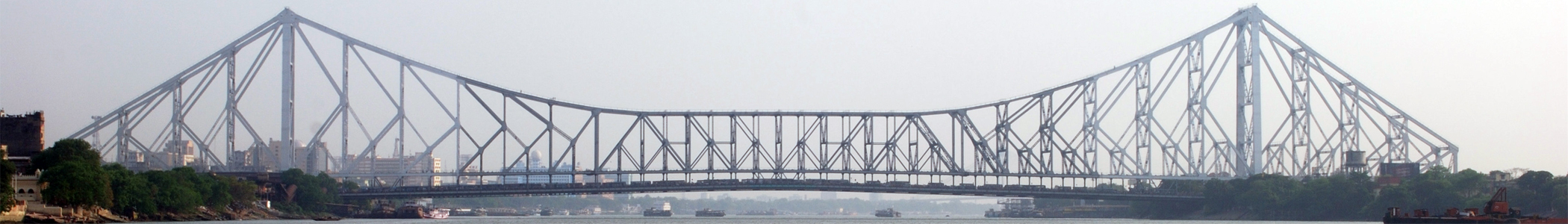
Podul Howrah⁠(d), Kolkata
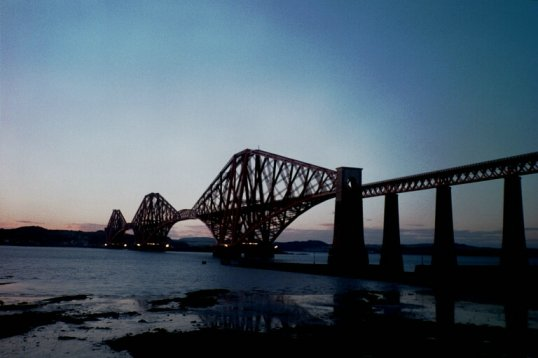
Podul Forth cu cele trei console duble ale sale.
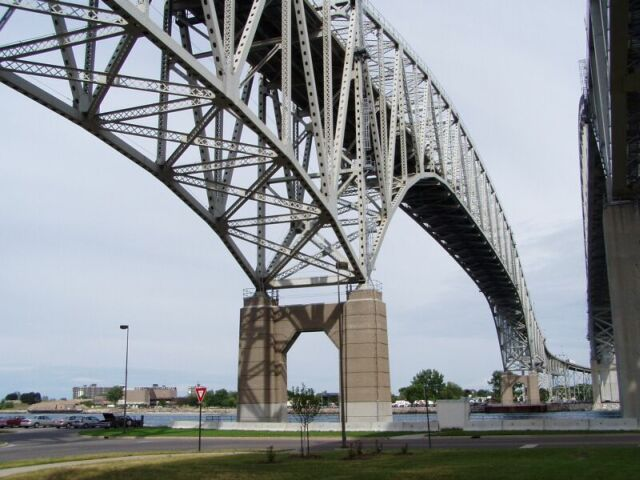
Traversa originală din 1938 a podului Blue Water⁠(d)
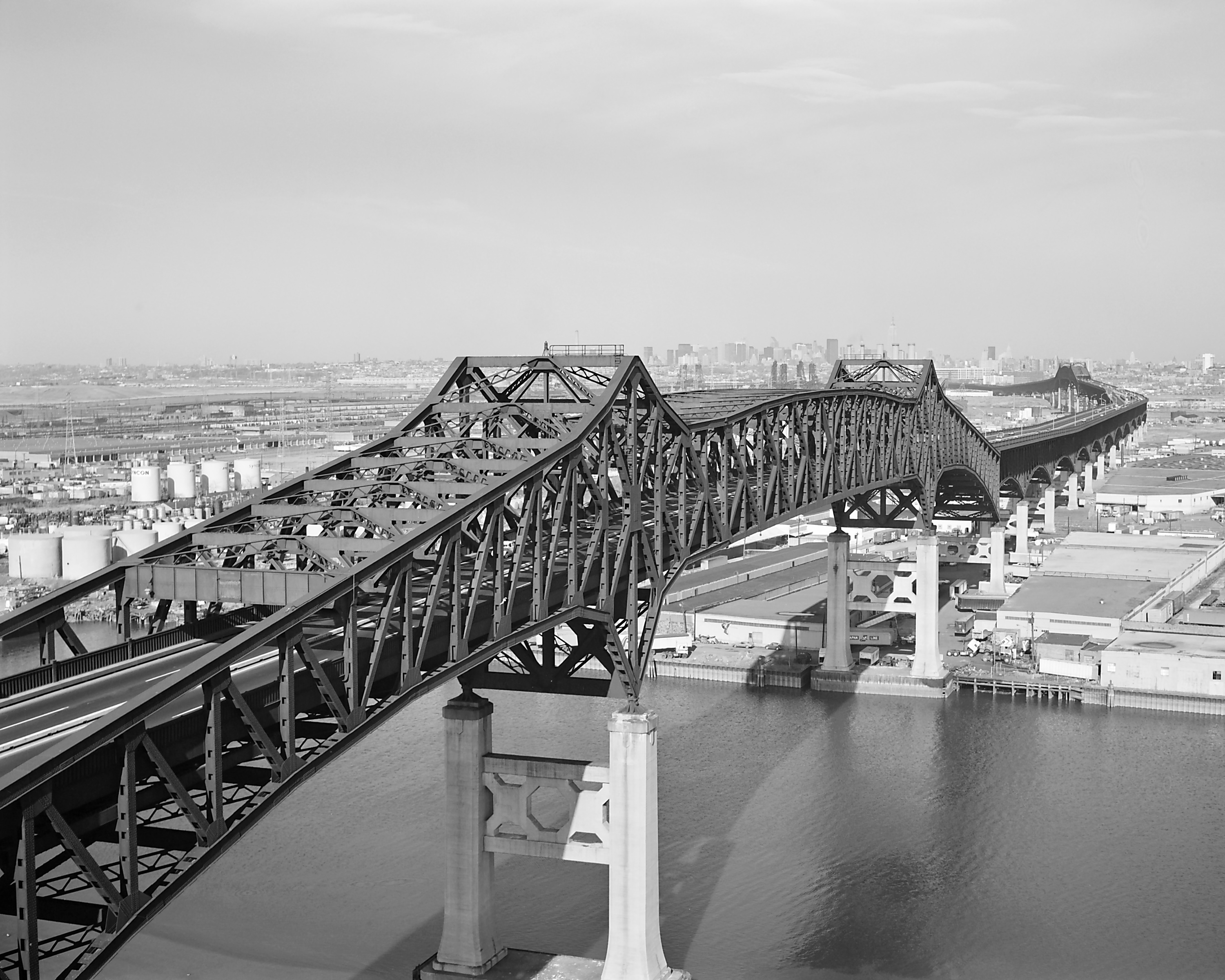
Pulaski Skyway⁠(d)
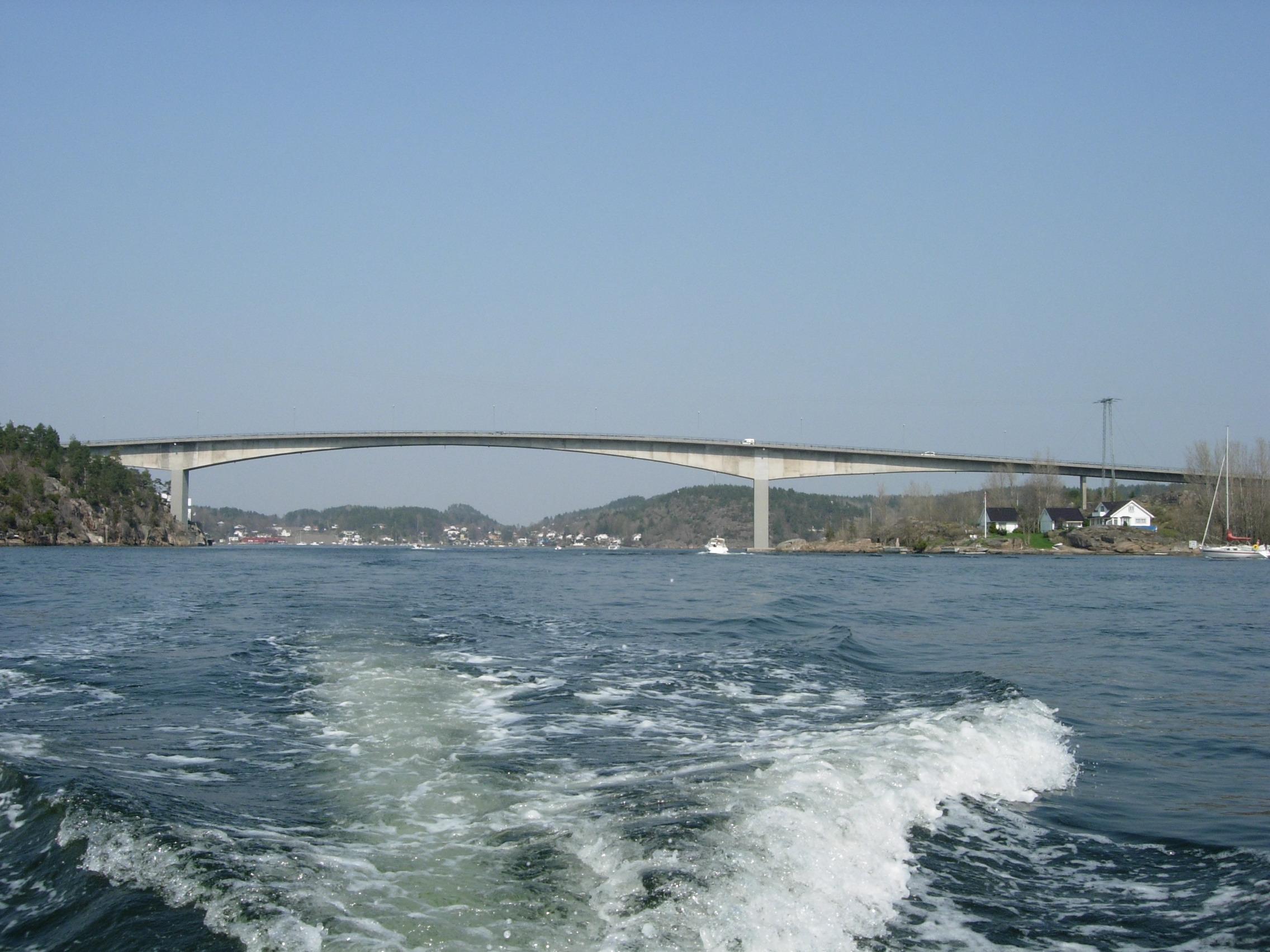
Podul Vrengen⁠(d), un pod de beton.